# Chemical Assault
Albums de Violator
Violent War
(2005)
Chemical Assault est le premier véritable album studio du groupe de Thrash metal brésilien Violator.
Le groupe a sorti cet album après avoir déjà produit plusieurs EP, démos et splits.
L'album est sorti au cours de l'année 2006 sous le label Kill Again Records.

## Musiciens
- Pedro Arcanjo : Chant / Basse
- Pedro Augusto : Guitare
- Márcio Câmbito : Guitare
- David Araya : Batterie

## Liste des morceaux
1. Atomic Nightmare
2. United for Thrash
3. Destined to Die
4. Addicted to Mosh
5. Brainwash Possession
6. Ordered to Thrash
7. Toxic Death
8. Lethal injection
9. The Plague returns
10. After Nuclear Devastation